# Kirkby-in-Ashfield
Kirkby-in-Ashfield ist eine Marktstadt in Nottinghamshire, England, mit einer Einwohnerzahl von 25.265 (Stand: Volkszählung 2001). Es ist Teil der Agglomeration von Mansfield und beheimatet den Verwaltungssitz des Distrikts Ashfield.

## Sehenswürdigkeiten in der Umgebung
- Newstead Abbey
- Sherwood Observatorium

## Städtepartnerschaften und -freundschaften
Die Stadt ist freundschaftlich mit Halle (Westf.) in Deutschland und Ronchin im französischen Département Nord verbunden.

## Persönlichkeiten
- Pauline Clarke (1921–2013), Journalistin und Kinderbuchautorin
- John Webster (1925–2014), Mykologe
- Gary Wilkinson (* 1966), Snookerspieler